# Platysoma suturistrium
Platysoma suturistrium är en skalbaggsart som beskrevs av Sylvain Auguste de Marseul 1879. Platysoma suturistrium ingår i släktet Platysoma och familjen stumpbaggar. Inga underarter finns listade i Catalogue of Life.